# Brighton Bears
Brighton Bears war ein professioneller Basketballverein aus Brighton in England. Die 1973 in Brighton gegründeten Bears spielten von 1984 bis 1999 im benachbarten Worthing und fanden 1990 Aufnahme in die geschlossene Profiliga British Basketball League (BBL). Nachdem man von 1993 bis 1995 dreimal hintereinander die Play-offs der BBL gewonnen hatte, wechselte man 1999 nach einer enttäuschenden Spielzeit mit nur vier Saisonsiegen zurück nach Brighton. Am neuen und alten Standort gewann man noch zweimal den nationalen Pokalwettbewerb, den man bereits einmal 1994 gewonnen hatte, bevor man 2006 den Spielbetrieb trotz des Gastspiels des mehrfachen NBA-Champions und All-Stars Dennis Rodman in drei Spielen einstellte. 2008 nahmen mit den Worthing Thunder ein neues Franchise aus Sussex den Spielbetrieb in der BBL auf.

## Geschichte

### Beginn bis zur Aufnahme in die BBL (1973 bis 1990)
Nach der Gründung 1973 spielte man zunächst in regionalen Meisterschaften, bevor man in der Saison 1977/78 in die zweite Division der damals noch „National Basketball League“ (NBL) genannten englischen Basketballliga aufstieg. Zu dieser Zeit spielte unter anderem der US-Amerikaner Kevin Kallaugher für die Bears, dessen Arbeiten als politischer Cartoonist später weltweit veröffentlicht wurden. Vier Jahre später spielte man dann in der Saison 1981/82 in der damals höchsten Spielklasse Division One. Nachdem man 1983 wegen hoher Hallenmieten erste Spiele in Worthing ausgetragen hatte, verlegte man den Sitz ab der Spielzeit 1984/85 nach Worthing als Worthing Bears. Der finanziell angeschlagene Verein konnte zudem im November 1984 die Firma Nissan als Namenssponsor gewinnen. Nachdem diese zum Ende der Saison 1985/86 bereits wieder das Sponsoring einstellte, mussten auch die Bears in der Spielzeit 1986/87 den Spielbetrieb aussetzen.
Zur Spielzeit 1987/88 meldeten sich Worthing Bears wieder zum Spielbetrieb an und durften in die höchste Spielklasse Division One zurückkehren, nachdem sich über der Division One eine neue geschlossene Liga mit der British Basketball League (BBL) gebildet hatte. Unter Spielertrainer Billy Hungrecker, der im Play-off-Halbfinale beim 119:110-Verlängerungssieg über die Plymouth Raiders im zweiten Spiel eine Rekordausbeute von 73 Punkten erzielte, gewann man direkt nach der Rückkehr erstmals die Play-offs der NBL nach dem Finalsieg über die Brixton TopCats. Die folgenden Spielzeiten spielte man weiter an der Spitze der Liga mit, ohne Meisterschaften zu gewinnen, und dank eines guten Zuschauerinteresses fand man zur Spielzeit 1990/91 Aufnahme in die geschlossene Liga BBL, die nach dem Start mit 15 Mannschaften 1987 bis auf acht Franchises 1990 geschrumpft war.

### Worthing Bears in der BBL (1990 bis 1999)
Nachdem man sich in den ersten beiden Spielzeiten jeweils für die Play-offs um die Meisterschaft qualifizieren konnte, verlor man in der regulären Saison 1992/93 nur zwei Saisonspiele und konnte sich nach zwei Siegen mit jeweils einem Punkt Unterschied im Halbfinale über Titelverteidiger Guildford Kings, gegen die man das Endspiel im „National Cup“ noch mit zehn Punkten Unterschied verloren hatte, und im Finale über die Thames Valley Tigers erstmals auch die Meisterschaft in der BBL sichern. Colin Irish als Spieler der Bears wurde zum „Most Valuable Player“ (MVP) der BBL gekürt. In der folgenden Saison kam man hinter Finalgegner Tigers als Zweiter in die Play-offs. Während man im Ligapokal BBL Trophy von den Tigers bezwungen worden war, hatte man das Endspiel im Pokalwettbewerb 1994 gegen diesen Gegner gewonnen. Im Play-off-Finale kam es zum erneuten Aufeinandertreffen der Kontrahenten, in dem die Bears mit 71:65 ihren Meisterschaftstitel verteidigen konnten. In der Saison 1994/95 gelang die erneute Titelverteidigung, obwohl man die reguläre Saison nur als Siebter beendet hatte.
In der Saison 1995/96 kam der Titelverteidiger Bears erneut als Siebter in die Play-offs und konnte diesmal die Überraschung des Vorjahres nicht wiederholen, sondern schied in der ersten Runde aus. Im Ligapokal BBL Trophy erreichte man das Finale, das jedoch gegen die London Towers verloren ging. In der folgenden Saison verpasste man erstmals die Play-offs und in der anschließenden Spielpause kam es zu einem Eigentümerwechsel. Der neue Eigentümer verlor jedoch schnell wieder das Interesse und am Ende der Spielzeit 1997/98 landete man gar auf dem vorletzten Platz der 13 Mannschaften zählenden Liga. Der Tiefpunkt war vorerst in der folgenden Saison 1998/99 erreicht, als man nach nur vier Saisonsiegen den letzten Platz in der Abschlusstabelle einnahm. Die Bears suchten ihr Heil in der Rückkehr nach Brighton, da unter anderem die dortige Spielstätte Brighton Centre höhere Einnahmen versprach. An der alten Spielstätte in Worthing bildeten sich mit den Rebels eine Mannschaft, die später als Thunder die Bears in der BBL beerben sollte.

### Brighton Bears (1999 bis 2006)
An der neuen Spielstätte in Brighton gewann man neue Zuschauer und konnte sich mit der drittschlechtesten Bilanz aller BBL-Mannschaften zunächst sportlich etwas stabilisieren. Nachdem man in der folgenden Saison 2000/01 stagniert und erneut die Play-offs verpasst hatte, konnte man für die Spielzeit 2001/02 Nick Nurse als Trainer, Sportdirektor und Miteigentümer gewinnen, der zuvor mit den Birmingham Bullets und den Manchester Giants jeweils einmal schon die Meisterschaft gewonnen hatte. Als Zweiter der Southern Conference erreichte man das Play-off-Halbfinale, das gegen die in dieser Spielzeit dominierenden Cheshire Jets verloren ging. In der folgenden Spielzeit übernahm Nurse als alleiniger Eigentümer die Bears und im Finale des Pokalwettbewerbs 2003 gewann man gegen den Titelverteidiger Jets und zog als Hauptrundenzweiter bis in das Finale der Play-offs ein. Die Scottish Rocks waren jedoch in den Play-offs nicht zu stoppen und besiegten nacheinander Titelverteidiger Jets, den Hauptrundenersten Sheffield Sharks und schließlich im Finale die Bears mit 83:76. In der Saison 2003/04 beendete man nun die reguläre Spielzeit überlegen als Tabellenerster, nachdem man dies zuvor nur knapp verpasst hatte, verlor aber im Play-off-Halbfinale knapp mit einem Punkt gegen die Cheshire Jets, nachdem man gegen diesen Gegner bereits das Finale der BBL Trophy knapp mit zwei Punkten Unterschied verloren hatte. Im europäischen Vereinswettbewerb ULEB Cup 2003/04 gewann man vier von zehn Vorrundenspielen und belegte einen beachtlichen dritten Platz vor renommierten Verein wie KK Split und Cholet Basket, was jedoch nicht zum Einzug in das Achtelfinale reichte.
In der folgenden Spielzeit 2004/05 gewannen die Bears den Pokalwettbewerb im Finale gegen die Scottish Rocks mit 16 Punkten Unterschied und erreichten auch das Finale in der BBL Trophy. Doch zwei der wichtigsten Spieler verletzten sich und man verlor 14 der letzten 20 Saisonspiele, zudem das Finalspiel der BBL Trophy deutlich mit 25 Punkten Unterschied gegen die Newcastle Eagles und in der ersten Runde der Play-offs gar mit 35 Punkten Unterschied gegen die Sheffield Sharks. Das Unglück ließ jedoch die Bears nicht los, denn die folgende Spielzeit 2005/06 sollte die letzte Spielzeit in der BBL in der Geschichte der Bears sein. Als Achter der regulären Saison zog man gerade so eben in die Play-offs ein, in denen man in der ersten Runde nur knapp mit vier Punkten Unterschied dem Hauptrundenersten und späteren Meister Newcastle Eagles unterlag. Höhepunkt der Saison war ein Gastspiel des mehrfachen NBA-Champion und NBA All-Star Dennis Rodman, der für einen Auftritt in der Fernsehshow „Celebrity Big Brother“ im Vereinigten Königreich weilte und in drei Spielen der Bears eingesetzt wurde. Am Ende der Spielzeit suchte Eigentümer Nurse nach neuen Optionen für das Franchise, musste diese aber schließlich vom Spielbetrieb abmelden und kehrte als Trainer in seine Heimat Iowa zurück.